# Lottioidea
Super-famille
Synonymes
- Acmaeoidea Carpenter, 1857
- Lotioidea (misspelling)

Les Lottioidea sont une super-famille de mollusques gastéropodes de l'ordre  des Archaeogastropoda.

## Synonyme
- Acmaeoidea Carpenter, 1857
- Lotioidea (misspelling)

## Liste des familles
Selon World Register of Marine Species (13 mai 2016) :
- famille Acmaeidae Forbes, 1850
- famille Lepetidae Gray, 1850
- famille Lottiidae Gray, 1840
- famille Nacellidae Thiele, 1891
- famille Neolepetopsidae McLean, 1990
- famille Pectinodontidae Pilsbry, 1891

## Galerie

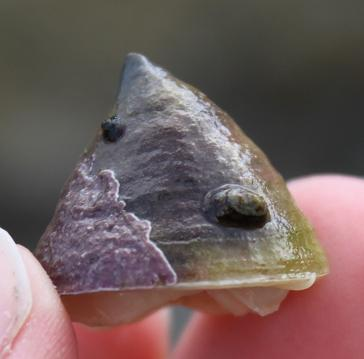
Acmaea mitra (Acmaeidae).
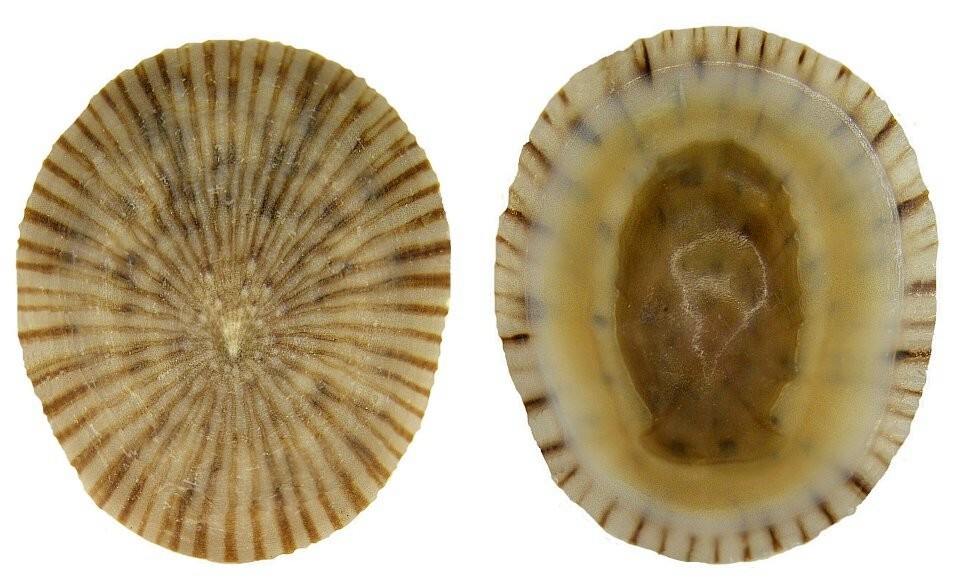
Collisella antillarum (Lottiidae).
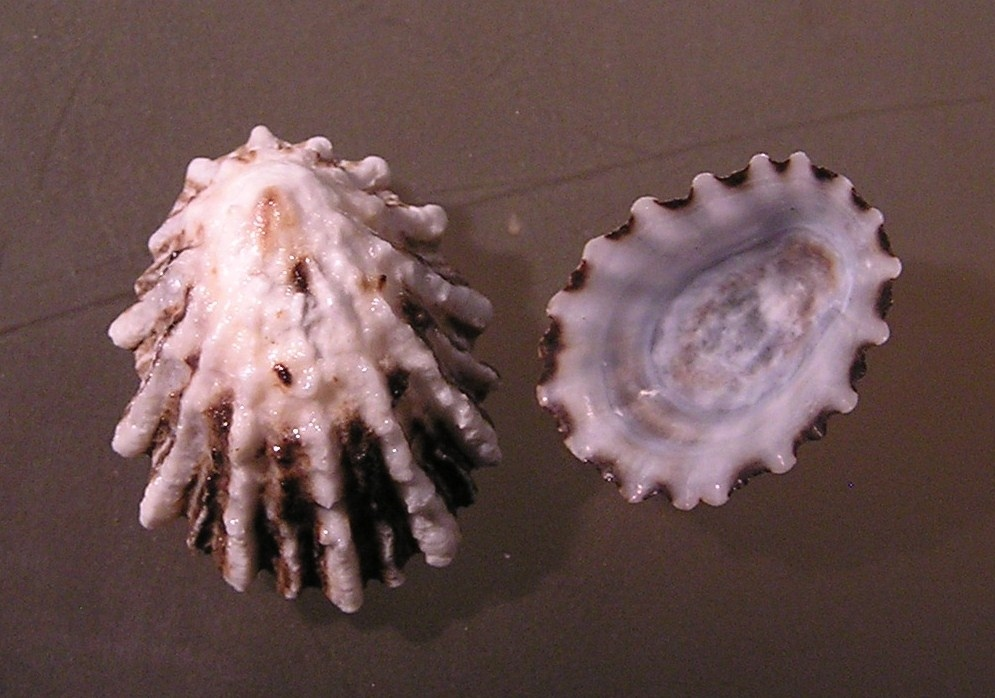
Macklintockia scabra (Nacellidae).